# Biscumacetato de etila
Biscumacetato de etila  é um fármaco anticoagulante, que funciona como antagonista da vitamina K.